# ATP World Tour 2010
ATP World Tour som touren kom til at hedde i 2009 er herrernes professionelle tour. Den varer fra januar til november.

## Kalender
| Turnering               | Vinder    | Kategori           |
| ----------------------- | --------- | ------------------ |
| Brisbaine International | Roddick   | ATP World Tour 250 |
| Aircel Chennai Open     | Cilic     | ATP World Tour 250 |
| Quatar ExxonMobil Open  | Davydenko | ATP World Tour 250 |